# Todd Hays

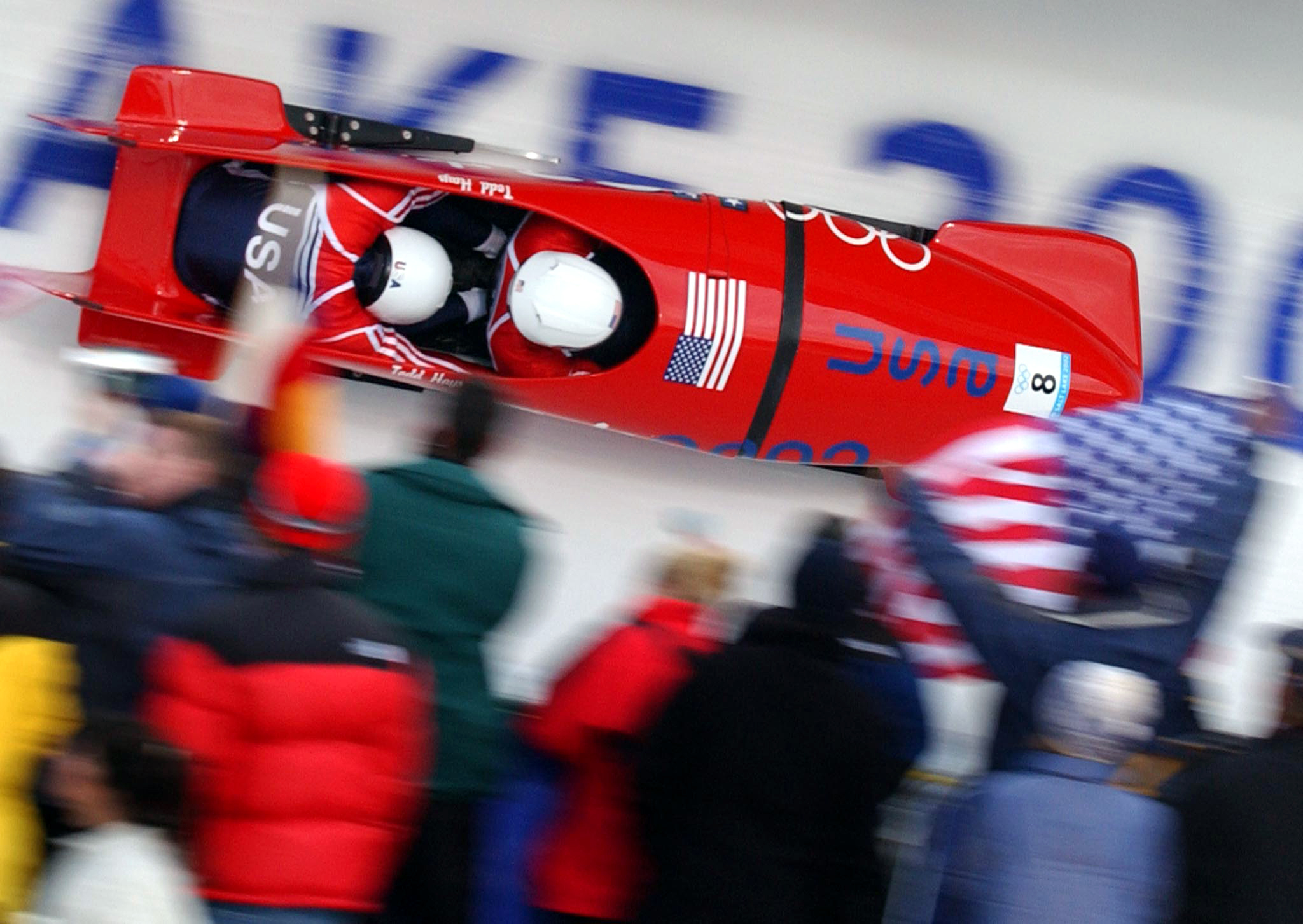
Todd Hays und Garrett Hines 2002 im Zweierbob

Todd Dennys Hays (* 21. Mai 1969 in Del Rio, Texas) ist ein ehemaliger amerikanischer Bobfahrer.

## Sportliche Karriere
Hays spielte American Football an der University of Tulsa und war zwei Jahre bei den Toronto Argonauts aktiv. Danach war er bis zum Beginn seiner Karriere als Bobpilot 1996 Kickboxer, 1993 siegte er bei den amerikanischen Meisterschaften im Kickboxen. 
2002 gewann er mit Randy Jones, Bill Schuffenhauer und Garrett Hines bei den Olympischen Spielen in Salt Lake City die Silbermedaille im Viererbob, die erste US-Medaille im Bobsport seit 1956. Im Zweierbob belegte er 2002 zusammen mit Hines den vierten Platz. Bei der Weltmeisterschaft 2003 steuerte Hayes den Viererbob in der gleichen Besetzung wie 2002 erneut zur Silbermedaille, zusammen mit Jones belegte er den vierten Platz im Zweierbob. Im Jahr darauf gewann Hayes mit Pavle Jovanovic, Schuffenhauer und Steve Mesler die Bronzemedaille bei der Weltmeisterschaft 2004 und belegte mit Jovanovic den siebten Platz im Zweierbob. Bei der Weltmeisterschaft 2005 steuerte Hays den Vierbob in der gleichen Besetzung wie 2004 auf den fünften Platz.
Nach zwei siebten Plätzen bei den Olympischen Spielen 2006 in Turin beendete Hays seine aktive Karriere um Trainer zu werden. Zur Saison 2008/2009 kehrte er als Fahrer allerdings wieder zurück, bis er sich im Winter 2009/2010 bei einem Sturz verletzte und aufgrund von Gehirnblutungen seine Karriere beenden musste.

## Erfolge

### Olympische Winterspiele
- 2002: Silber im Vierer

### Weltmeisterschaften
- 2003: Silber im Vierer
- 2004: Bronze im Vierer